# Fokker C.VII
Fokker C.VII-W là một loại thủy phi cơ trinh sát chế tạo ở Hà Lan vào cuối thập niên 1920.

## Quốc gia sử dụng
Hà Lan
- Hải quân Hoàng gia Hà Lan

## Tính năng kỹ chiến thuật
Đặc điểm tổng quát
- Kíp lái: 2
- Chiều dài: 9.50 m (31 ft 2 in)
- Sải cánh: 12.90 m (42 ft 4 in)
- Chiều cao: 4.00 m (13 ft 2 in)
- Diện tích cánh: 37.0 m2 (398.3 ft2)
- Trọng lượng rỗng: 1.200 kg (2.650 lb)
- Trọng lượng có tải: 1.700 kg (3.750 lb)
- Powerplant: 1 × Armstrong Siddeley Lynx, 168 kW (225 hp)

Hiệu suất bay
- Vận tốc cực đại: 160 km/h (100 mph)
- Tầm bay: 1.000 km (621 dặm)
- Trần bay: 2.400 m (7.880 ft)
- Vận tốc lên cao: 1,2 m/s (240 ft/phút)